# Gwen Mummert
Gwendolyn „Gwen“ Mummert (* 7. Mai 1999 in Bernau bei Berlin) ist eine deutsche Fußballspielerin.

## Karriere
Mummert spielte in ihrer Jugendzeit zunächst bis ins Jahr 2015 für den Berliner Stadtteilverein 1. FC Lübars, in der sich anschließenden Saison 2015/16 für die B-Jugendmannschaft des 1. FC Union Berlin.
In der Saison 2016/17 – in die erste Mannschaft aufgerückt – kam sie für diese in der Staffel Nord der seinerzeit zweigleisigen 2. Bundesliga in elf Punktspielen zum Einsatz. Ihr Debüt im Seniorinnenbereich gab sie am 11. Dezember 2016 (10. Spieltag) bei der 2:3-Niederlage gegen den Mitaufsteiger Arminia Bielefeld mit Einwechslung für Lisa Heiseler in der 81. Minute. Mit dem Abstieg in die drittklassige Regionalliga Nordost wirkte sie noch in dieser Spielklasse mit und trug zur regionalen Meisterschaft bei. Der Aufstieg in die eingleisige 2. Bundesliga wurde in der Gruppe 2 mit Platz 4 verfehlt.
Mit ihrem Abschluss der Allgemeinen Hochschulreife an der Poelchau-Schule, der Sportschule im Olympiapark in Berlin begab sie sich im selben Jahr in die Vereinigten Staaten zwecks Aufnahme eines Studiums im Fachbereich Architektur. Zunächst schrieb sie sich an der University of Louisiana at Lafayette ein und spielte für das Sport-Team der Bildungseinrichtung, den Ragin’ Cajuns, in der Sun Belt Conference in der NCAA Division I, in der sie acht Tore in 58 Meisterschaftsspielen erzielte. Als Senior setzte sie ihr Studium im Jahr 2021 an der Mississippi State University in Starkville fort und wurde in das Sport-Team Bulldogs aufgenommen, für das sie in der Southeastern Conference in zwei Spielzeiten 33 Meisterschaftsspiele bestritt, in denen ihr zwei Tore gelangen.
Nach Europa zurückgekehrt, fand sie im Februar 2023 auf Island ihren neuen Verein. Für den Zweitligisten UMF Tindastóll bestritt sie vom 25. April bis zum 27. August 2023 alle 18 Punktspiele sowie das Pokal-Achtelfinalspiel gegen die Frauenfußballmannschaft des UMF Selfoss, das im heimischen Stadion Sauðárkróksvöllur mit 0:1 verloren wurde. Ein weiteres Pokalspiel (1:2 im Achtelfinale gegen Þór Akureyri) und zwölf Punktspiele schlossen sich in der Folgespielzeit 2024 an.
Zur Saison 2024/25 wurde sie vom Bundesligaaufsteiger FC Carl Zeiss Jena verpflichtet. Ihr Bundesligadebüt gab sie am 21. September 2024 (3. Spieltag) beim 1:1-Unentschieden im Auswärtsspiel gegen den SC Freiburg mit Einwechslung für Melina Reuter zur zweiten Spielzeit.